# Unionsleden
Unionsleden is een landelijke 
langeafstandsfietsroute in Noorwegen en Zweden. De route verbindt Moss in Noorwegen met Karlstad in Zweden. Het traject is bewegwijzerd in twee richtingen met de naam en het nummer 4 en is onderdeel van de nationale fietsroutes van Zweden. 

## Traject
De route is vernoemd naar de Unie tussen Zweden en Noorwegen die werd gesloten in startplaats Moss in 1814 en werd ontbonden in Karlstad in 1905.  
In startplaats Moss kan worden aangesloten op de EuroVelo EV3 Pelgrimsroute en de EuroVelo EV12 Noordzeeroute en de Noorse landelijke routes 1. De Kustroute en 7. De Pelgrimsroute. 
In Ørje kruist de route de Noorse landelijke route 9. De Wildernisroute.
De route voert naar de Zweedse grens en loopt in Zweden grotendeels door het Värmland en het Dalsland. De route kruist ook het Dalslandkanaal.
In eindpunt Karlstad kan worden aangesloten op de landelijke route Vänerleden. 

## Aansluitingen met Europese routes
- In Moss kan worden aangesloten op de EuroVelo EV3 Pelgrimsroute.
- In Moss (Noorwegen)|Moss kan worden aangesloten op de EuroVelo EV12 Noordzeeroute.

## Aansluitingen met andere routes
- In Moss kan worden aangesloten op de Noorse landelijke route 1. De Kustroute.
- In Moss kan worden aangesloten op de Noorse landelijke route 7. De Pelgrimsroute.
- In Ørje kruist de route de Noorse landelijke route 9. De Wildernisroute.
- In Karlstad kan worden aangesloten op de landelijke route Vänerleden.
- Diverse regionale routes in Zweden.